# Bariq
Bariq (Banu Bariq) jedno od arapskih plemena iz Muhamedovog vremena.Bariq i njihovi rođaci Banu Khuza'a porijeklo vuku iz Jemena od plemena poznatih kao Al-Azd, odakle su se u 3. stoljeću ili najkasnije u 4. nastanili u području Asira.